# Östra Karup
Östra Karup är en bebyggelse sydost om centrala Båstad i Östra Karups distrikt i Båstads kommun, Skåne län och kyrkbyn i Östra Karups socken i Halland. En mindre del sträcker sig in i Hasslövs distrikt (Hasslövs socken), Laholms kommun, Hallands län. Bebyggelsen avgränsades av SCB till en separat tätort till 2023, då den kom att klassas som en del av tätorten Båstad. Vid detta tillfälle hade Östra Karup vuxit till 1,001 invånare.
Östra Karup ligger på Hallandsåsens flacka del på dess nordsida, vid E6/E20. Orten har en skola, förskola och några småföretag.
Här ligger Östra Karups kyrka.

## Befolkningsutveckling
| Befolkningsutvecklingen i Östra Karup 1970–2020                                    | Befolkningsutvecklingen i Östra Karup 1970–2020 | Befolkningsutvecklingen i Östra Karup 1970–2020 | Befolkningsutvecklingen i Östra Karup 1970–2020 | Befolkningsutvecklingen i Östra Karup 1970–2020 |
| ---------------------------------------------------------------------------------- | ----------------------------------------------- | ----------------------------------------------- | ----------------------------------------------- | ----------------------------------------------- |
|                                                                                    |                                                 |                                                 |                                                 |                                                 |
| År                                                                                 |                                                 |                                                 | Folkmängd                                       | Areal (ha)                                      |
| 1970                                                                               | 1970                                            |                                                 | 297                                             |                                                 |
| 1975                                                                               | 1975                                            |                                                 | 344                                             |                                                 |
| 1980                                                                               | 1980                                            |                                                 | 457                                             |                                                 |
| 1990                                                                               | 1990                                            |                                                 | 578                                             | 78                                              |
| 1995                                                                               | 1995                                            |                                                 | 569                                             | 78                                              |
| 2000                                                                               | 2000                                            |                                                 | 577                                             | 80                                              |
| 2005                                                                               | 2005                                            |                                                 | 563                                             | 84                                              |
| 2010                                                                               | 2010                                            |                                                 | 594                                             | 85                                              |
| 2015                                                                               | 2015                                            |                                                 | 789                                             | 164                                             |
| 2018                                                                               | 2018                                            |                                                 | 776                                             | 168                                             |
| 2020                                                                               | 2020                                            |                                                 | 896                                             | 182                                             |
| Anm.: Ny tätort 1970. Sammanväxte 2015 med småorten Eskilstorp och Hemmeslövs gård |                                                 |                                                 |                                                 |                                                 |

## Östra Karups sparbank
Östra Karup hade tidigare en egen sparbank, Östra Karups sparbank. Den fick sitt reglemente fastställt i augusti 1879 och öppnade den 5 oktober 1879. Dess första ordförande var kyrkoherde Johan August Berg.
Sparbanken verkade som en fristående sparbank i 110 år fram till 1990 när den uppgick i Sparbanken Gripen. År 2002 lade sparbanken ner kontoret i Östra Karup.